# Gustave Zédé (Q2)
El Gustave Zédé fue uno de los primeros submarinos encargados para uso militar del mundo. Fue botado el 1 de julio de 1893 en Toulon, Francia, aunque no entró formalmente en servicio con la Marine Nationale francesa hasta mayo de 1900 después de una larga serie de pruebas y modificaciones de diseño. El submarino llevó a cabo con éxito el primer ataque con torpedo desde un buque sumergido contra un barco de superficie.
Inicialmente ordenado como Sirène el 4 de octubre de 1890, el barco pasó a llamarse Gustave Zédé el 1 de mayo de 1891 en honor al ingeniero naval francés que había trabajado en su diseño, pero que murió en 1891 tras una explosión durante el desarrollo de un torpedo experimental. El desarrollo siguió al diseño anterior más pequeño, el Gymnote (Q1). Ambos barcos fueron propulsados eléctricamente utilizando energía de baterías de almacenamiento.

## Desarrollo
La Marine Nationale francesa se había interesado en los enfoques no convencionales de la guerra naval en sus intentos de enfrentarse a la Marina Real británica , numéricamente superior, y fue una de las primeras en adoptar el torpedo y el buque torpedero para su uso contra acorazados. Como parte de este programa, se interesaron en el buque sumergible, capaz de acercarse sin ser detectado dentro del alcance de los torpedos; el Gustave Zédé fue el segundo submarino experimental desarrollado para la armada francesa. 
El constructor principal del barco fue Gaston Romazotti, quien tomó el control del proyecto después de la muerte de Zéde en 1891. La construcción y el desarrollo demoraron diez años, en parte porque el interés por los submarinos en la armada francesa iba y venía con las cambiantes políticas de los diferentes ministros de marina y, debido al desarrollo continuo del diseño durante ese tiempo.

## Características
G. Romazotti usó una aleación de cobre de su propia invención, llamada Roma-bronze, que estaba destinada a dar al casco de un submarino más flexibilidad que uno completamente de acero, y que interferiría menos en el uso de una brújula magnética. Tenía un perfil diferente de proa y popa, a diferencia de otros submarinos que en ese momento tendían a tener la misma forma en ambos extremos. Setenta y seis nervaduras redondas longitudinales proporcionaban la resistencia del casco.
El barco tenía dos tanques de lastre colocados en el centro y de compensación en cada extremo. Se utilizaron bombas eléctricas para redistribuir el agua. Contaba con una quilla de plomo central desmontable. Inicialmente, el barco estaba equipado con un timón de buceo operado manualmente en la popa como en el diseño del Gymnote, pero resultó difícil mantener el nivel o en una pendiente constante mientras se sumergía o emergía. Por lo tanto, se agregaron alerones hidráulicos en el centro del barco y hacia adelante. El barco fue diseñado para sumergirse a una profundidad de 15 m. Se instaló un periscopio en la torre de mando que daba un campo de visión de 20° por encima y 7° por debajo del horizonte, pero la vista resultaba distorsionada por lo que su uso era limitado.
El sumergible era impulsado eléctricamente con energía suministrada por un banco de baterías. Se acoplaron dos motores eléctricos de CC Sautter-Harlé de 360 CV al eje de transmisión de una hélice que funcionaba a 250 rpm. Juntos, los motores pesaban 27 t. La configuración original de la batería Laurant-Celvieva era de 720 células con un peso de 130 t capaces almacenar 1800 A a 300 V. El sistema de batería explotó en la primera carga y provocó un incendio, por lo que se instaló un nuevo diseño de solo 360 celdas. Esto condujo a una reducción significativa de la velocidad de superficie de 15 a 8 nudos. El barco no tenía una fuente de energía alternativa a bordo que pudiera usarse para recargar las baterías, a diferencia de otros diseños contemporáneos como el diseño Holland VI - USS Holland (SS-1) - que tenía un motor de gasolina y baterías.

## Historial de servicio (fechas importantes)
- En noviembre de 1894, comienza sus pruebas.
- En 1897, es equipado con un tubo lanzatorpedos y la capacidad de recibir 4 torpedos.
- Diciembre de 1898: el Gustave Zédé participó en ejercicios navales con la flota mediterránea comandada por el almirante Ernest François Fournier. El submarino atacó con éxito dos veces al buque escuela de artillería acorazado Magenta , una vez anclado y una vez mientras el acorazado estaba navegando, después de recorrer los sesenta km desde Toulon hasta las Îles d'Hyères. El sumergible estaba al mando del teniente Lucian Mottez. Este fue el primer ataque con éxito registrado por un submarino sumergido usando torpedos contra un objetivo de superficie y fue ampliamente comentado en círculos navales.

El agregado naval británico informó que: "el Gustave Zédé fue observado acercándose al Magenta a una velocidad de 10 nudos y una distancia de 3.500 yardas (3.200 m) con cuatro hombres en el puente. El submarino luego se sumergió hasta que solo se vio la torre de mando. A 1 400 m, la torre de mando había desaparecido, pero se podía observar algo de movimiento de la hélice. Mas tarde, el buque se sumergió a una profundidad de 10 pies (3.0 m). A 450 yardas (410 m); el barco salió a la superficie momentáneamente para verificar su distancia y rumbo, antes de sumergirse nuevamente y disparar un torpedo a un rango de 270 yardas (250 m), golpeando al Magenta en medio del barco. El submarino pasó por debajo del barco y resurgió por el lado opuesto".
- En abril de 1901, en el puerto de Tolón, el presidente de la República Émile Loubet se sumerge a bordo con el ministro de Asuntos Exteriores con motivo de una revista naval franco-italiana.
- En julio de 1901, logró torpedear con torpedos lastrados al acorazado Charles Martel .
- En 1905 alcanzó una velocidad máxima de 12,7 nudos.
- El 9 de agosto de 1909, es eliminado de las listas de la flota y su casco habría sido vendido para desguace el 2 de agosto de 1911 en Toulon.